# Герпіліда
Герпіліда (давньогр. Ἑρπυλλίς) — коханка Арістотеля, родом зі Стагіри. Була вільною гетерою чи служницею Піфіади, дружини філософа.
Народила Арістотелю сина Нікомаха, названого так на честь батька Арістотеля. Попри це, у своєму заповіті Арістотель назвав спадкоємцем не Нікомаха, а свого зятя — Ніканора, якого додатково ще й усиновив. Цей факт може свідчити про те, що стосунки між філософом та гетерою ніколи не були узаконені, хоча деякі історики (наприклад, Арістокл Мессінський) вважають Герпіліду другою дружиною Арістотеля.
Арістотель заповів Герпіліді талант срібла, прислугу та будь-який із власних будинків у Стагірі чи Халкіді. Також він просив знайти Герпіліді достойну пару, якщо вона забажає вийти заміж після його смерті.